# NGC 4017
NGC 4017 ist eine spiralförmige Radiogalaxie vom Hubble-Typ SBbc im Sternbild Coma Berenices am Nordsternhimmel. Sie ist schätzungsweise 153 Millionen Lichtjahre von der Milchstraße entfernt und hat einen Durchmesser von etwa 80.000 Lichtjahren. Gemeinsam mit NGC 4016 bildet sie das Galaxienpaar Arp 305 und sie ist das hellste Mitglied der NGC 4017-Gruppe (LGG 262). 
Halton Arp gliederte seinen Katalog ungewöhnlicher Galaxien nach rein morphologischen Kriterien in Gruppen. Dieses Galaxienpaar gehört zu der Klasse Unklassifizierte Doppelgalaxien.
Im selben Himmelsareal befinden sich u. a. die Galaxien NGC 3988, NGC 4004, NGC 4016, IC 2982.
Die Typ-II-Supernovae SN 2006st und SN 2007an wurden hier beobachtet.
Das Objekt wurde am 11. April 1785 von Wilhelm Herschel entdeckt.

## NGC 4017-Gruppe (LGG 262)
| Galaxie  | Alternativname | Entfernung / Mio. Lj |
| -------- | -------------- | -------------------- |
| NGC 4004 | PGC 37654      | 150                  |
| NGC 4008 | PGC 37666      | 161                  |
| NGC 4016 | PGC 37687      | 153                  |
| NGC 4017 | PGC 37705      | 153                  |